# Ariane và Con yêu Râu xanh
Ariane và Con yêu Râu xanh (tiếng Pháp: Ariane et Barbe-bleue) là vở opera 3 màn của nhà soạn nhạc người Pháp Paul Dukas. Tác phẩm có lời được chuyển thể vở kịch cùng tên của Maurice Maeterlinck. Tác phẩm được viết trong các năm 1899-1906. Trong tác phẩm này, Dukas tìm thấy chiều sâu biểu tượng và xúc cảm để chuyển đạt thành âm nhạc trong lời thoại.